# Equazione di Prony
L'equazione di Prony (dal nome di Gaspard de Prony) è un'equazione storicamente importante in idraulica, utilizzata per calcolare la perdita di carico dovuta all'attrito all'interno di una condotta. È un'equazione empirica sviluppata dal francese Gaspard de Prony nel XIX secolo:
{\displaystyle h_{f}={\frac {L}{D}}(aV+bV^{2})}
dove hf è la perdita di carico dovuta all'attrito, calcolata a partire da: il rapporto tra la lunghezza e il diametro del tubo L/D, la velocità del flusso V e due fattori empirici a e b per tenere conto dell'attrito.
Questa equazione è stata sostituita nell'idraulica moderna dall'equazione di Darcy-Weisbach, che è stata sviluppata partendo dall'equazione di Prony.